# Sarge (Debian)
Sarge is de codenaam voor de Debian 3.1. Deze werd genoemd naar het personage Sarge uit de animatiefilm Toy Story. Sarge ging van testing over naar stable op 6 juni 2005, en volgde zo woody op, die de Debianversie is die het langst de stableversie is geweest.
Sarge kan geïnstalleerd worden door middel van de Debian-Installer, een nieuwe en gemakkelijker installatieroutine, met geïntegreerde hardware-detectie en X-configuratie. Configuratie is eveneens eenvoudiger gemaakt, door de integratie van het hulpmiddel debconf in de meeste bestaande pakketten.

## Belangrijkste pakketten
De distributie bevat volgende belangrijke pakketten:
- APT 0.5.28.6
- Linux kernel 2.4.27 en 2.6.8
- libc6 2.3.2
- GNU Compiler Collection 3.3.5
- XFree86 4.3.0

## Hardware-architecturen
Bij verschijnen was sarge beschikbaar voor 11 architecturen, namelijk dezelfde waarvoor woody beschikbaar was:
- Alpha
- ARM
- PA-RISC
- Intel x86
- Intel IA-64
- Motorola 680x0
- MIPS
- MIPS (DEC)
- PowerPC
- IBM S/390
- SPARC

Op 9 juni 2005, drie dagen na het verschijnen, werd de port van sarge naar de AMD64-architectuur ook stable verklaard. Dit was de eerste uitgave van Debian voor AMD64, hoewel deze nog niet officieel is.